# Lenguas bayono-awbono
Las lenguas bayono–awbono forman una pequeña familia de lenguas papúes formada por el bayono y el awbono. Las dos lenguas tienen cerca de un centenar de hablantes y se hablan en el sureste de la provincia de Papúa en Indonesia. Los awbono son monolingües.
El parentesco entre estas lenguas sólo fue reconocido recientemente, y no fue detectado ni por Stephen Wurm ni por Malcolm Ross en sus clasificaciones de las lenguas papúes.
- Datos: Q2424781